# ウェイド・ウィルソン
ウェイド・ウィルソン（Charles Wade Wilson 1959年2月1日- 2019年2月1日）は、アメリカ合衆国テキサス州コマース出身の元プロアメリカンフットボール選手。
1981年から1998年までNFLのミネソタ・バイキングス、アトランタ・ファルコンズ、ニューオーリンズ・セインツ、ダラス・カウボーイズ、オークランド・レイダースでプレーした。現役時代のポジションはクォーターバック。ダラス・カウボーイズでQBコーチを務めていた。

## 経歴

### プロ入りまで
地元の高校で彼はクォーターバックとパンターとしてプレー、イーストテキサス州立大学を経て1981年のドラフト8巡目でミネソタ・バイキングスに指名されて入団した。

### ミネソタ・バイキングス
1981年シーズン、3試合に出場したがパス13回中6回成功とほとんど出場機会は与えられなかった。1982年ストライキで短縮されたシーズン出番はなく、1983年の最終週、メトロドームで行われたシンシナティ・ベンガルズ戦で初先発、スティーブ・ジョーダンへのプロ初タッチダウンパスを決めてチームも20-14で勝利した。
1984年、不振に陥ったチームで、11月4日からエースQBのトミー・クレイマーに代わり、5試合先発QBを務めたが1勝4敗に終わり、ベテランのアーチー・マニングに先発の座を奪われた。
1985年、先発出場したのは1試合のみであったが、12月1日に行われたフィラデルフィア・イーグルスとの試合で第3Q終了時点で0-23とリードされたが第4Qに3本のタッチダウンパスを決めるなど（そのうち2本はUSFLから加入したアンソニー・カーターへのもの）、28-23と大逆転にチームを導いた。
1986年は3試合に先発出場、12月21日に行われたニューオーリンズ・セインツ戦ではエースQBトミー・クレイマーの負傷により先発出場した彼は前半だけで3タッチダウンパスを決めてチームを勝利へ導いた。
1987年から1989年までチームを3年連続でプレーオフに導いた。1987年はトミー・クレイマーと併用され7試合に先発出場、クレイマーが5試合に先発、ストライキで1試合減り、またリーグの多くの選手がピケを張って出場拒否した残る3試合は代替選手のトニー・アダムスが先発出場した。
1987年のプレーオフではアンソニー・カーターとのコンビで13勝2敗の成績をあげたサンフランシスコ・フォーティナイナーズを36-24で破る番狂わせを演じたがNFCチャンピオンシップゲームでワシントン・レッドスキンズに敗れて第22回スーパーボウル出場は果たせなかった。1988年には2746ヤードを投げ、15タッチダウン、9インターセプト、NFCトップのQBレイティング91.5を残しプロボウルに選ばれている。1990年、1991年にいずれも開幕先発QBを務めたが怪我のため満足なプレーができず、いずれもシーズン途中にリッチ・ギャノンにエースQBの座を奪われた。この2シーズンの先発した試合では2勝6敗、1991年には3タッチダウンに対して10インターセプトを喫した。
バイキングスではチーム歴代4位の12,135ヤードを投げた。

### バイキングス退団後
1992年7月バイキングスから解雇され、その後、前シーズン脳震盪で苦しんだクリス・ミラーの控えQBとしてアトランタ・ファルコンズと1年契約を結び、この年3試合の先発を含む9試合に出場を果たした。
1993年4月、ニューオーリンズ・セインツと契約し、この年開幕から5連勝を果たしたがチームは8勝8敗に終わった。1995年から1997年まではダラス・カウボーイズでトロイ・エイクマンの控えを務めた。この間出番はなかったものの第30回スーパーボウルで優勝を味わいチャンピオンリングを手に入れた。1998年7月オークランド・レイダースに加入し同年10月にはジェームズ・ジェットへの68ヤードのタッチダウンパスを決めて7-6の勝利に貢献した。1999年レイダースと再契約を果たしたが出場することなく同年12月シーズン終了とともに現役を引退した。通算でパス2,428回中1,391回成功、17,283ヤードを獲得、99タッチダウンをあげた。

### 現役引退後
現役引退後、2000年から2002年までダラス・カウボーイズのQBコーチ、2004年から2007年2月まではシカゴ・ベアーズのQBコーチを務め、その間チームは第41回スーパーボウル出場を果たした。同年2月22日、再びダラス・カウボーイズのQBコーチに復帰したが9月1日、運動能力向上薬（ヒト成長ホルモン）を購入、使用していたとして5試合の出場停止、10万ドルの罰金を言い渡された。これに対してその薬は自身の糖尿病のためのものだったと訴えたがロジャー・グッデルコミッショナーはウィルソンの個人的事情は関係ないと訴えを取り合わなかった。
2019年2月1日、60歳の誕生日に死去した。